# Берггольц, Ричард Александрович
Ричард Александрович Бергго́льц (нем. Richard Bergholz, 23 сентября 1865, Санкт-Петербург — 25 мая 1920, Петроград) — русский художник-акварелист, живописец, график. Действительный член Императорской Академии художеств. Мастер русской пейзажной школы рубежа XIX—XX века.

## Биография
Ричард Берггольц (Берхгольц) учился на гимназическом отделении Петришуле с 1878 по 1880 год, затем в гимназиях Пернова и Дерпта. В 1884—1887 гг. обучался в Академии Р. Жюлиана в Париже у Л.-Ж. Пелуза, одновременно пользовался советами А. П. Боголюбова. В 1887—1888 гг. жил в Дюссельдорфе, занимался под руководством профессора Е. Дюкера, следующий год учился в Императорской Академии художеств.

## Творчество

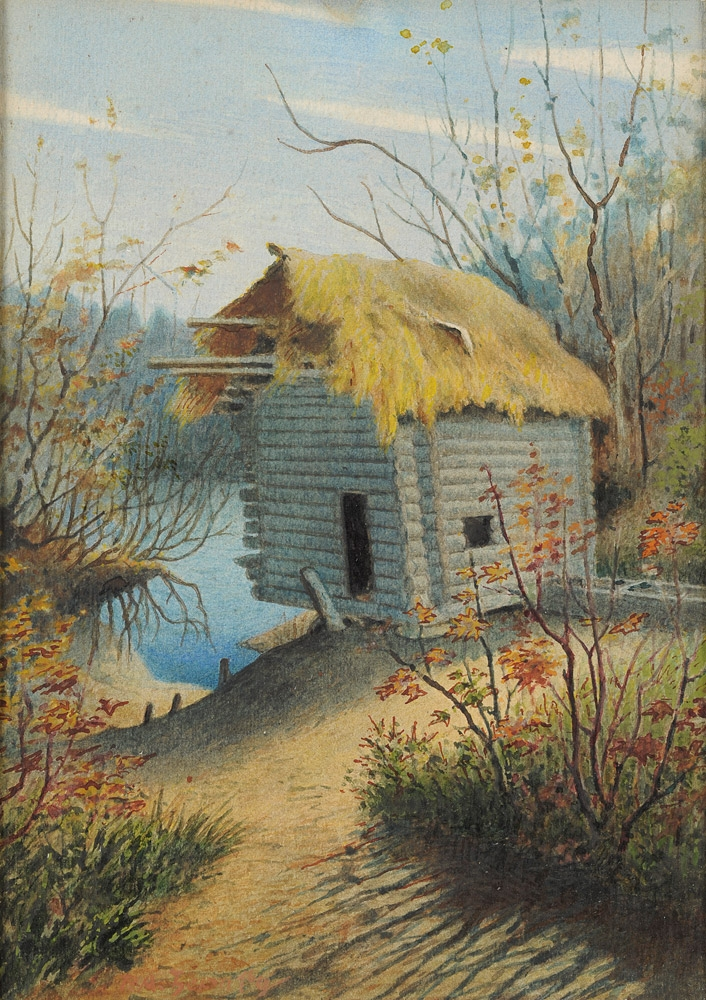
Хижина.

Ричард Александрович работал как пейзажист; обращался к технике акварели. Член Санкт-Петербургского общества художников. С 1895 — член Общества русских акварелистов, в 1904—1918 занимал пост председателя Общества. Один из учредителей Общества художников имени А. И. Куинджи. В 1905 был удостоен звания академика, в 1912 — действительного члена ИАХ.
Сын художника — Николай Рихардович Берггольц (1902—1977) — также был известным художником-пейзажистом.

## Драгоценности Марии Павловны
После Октябрьской революции 1917 входил в комиссию Наркомпроса по приобретению художественных произведений.
Часть семейных реликвий великой княгини Марии Павловны Старшей (1854—1920) в ноябре 1918 года была доставлена в двух наволочках в шведскую миссию в Петрограде доверенным лицом великой княгини профессором живописи Ричардом Берггольцем; Мария Павловна скончалась, не успев сообщить членам своей семьи о переправленных в Швецию предметах. 
В январе 2009 года в архивах министерства иностранных дел Швеции были обнаружены ювелирные изделия, которые находились в хранилищах министерства с 1918 года: около 60 различных портсигаров и запонок из золота, серебра и драгоценных камней, выполненных фирмами «Фаберже» и «Болин»; предметы были переданы правительством Швеции наследникам Марии Павловны. 30 ноября 2009 года на торгах в аукционном доме «Сотбис» в Лондоне состоялись торги по продаже драгоценностей; вырученная сумма (более чем 7 млн £) в 7 раз превысила их предварительную оценку.

## Галерея

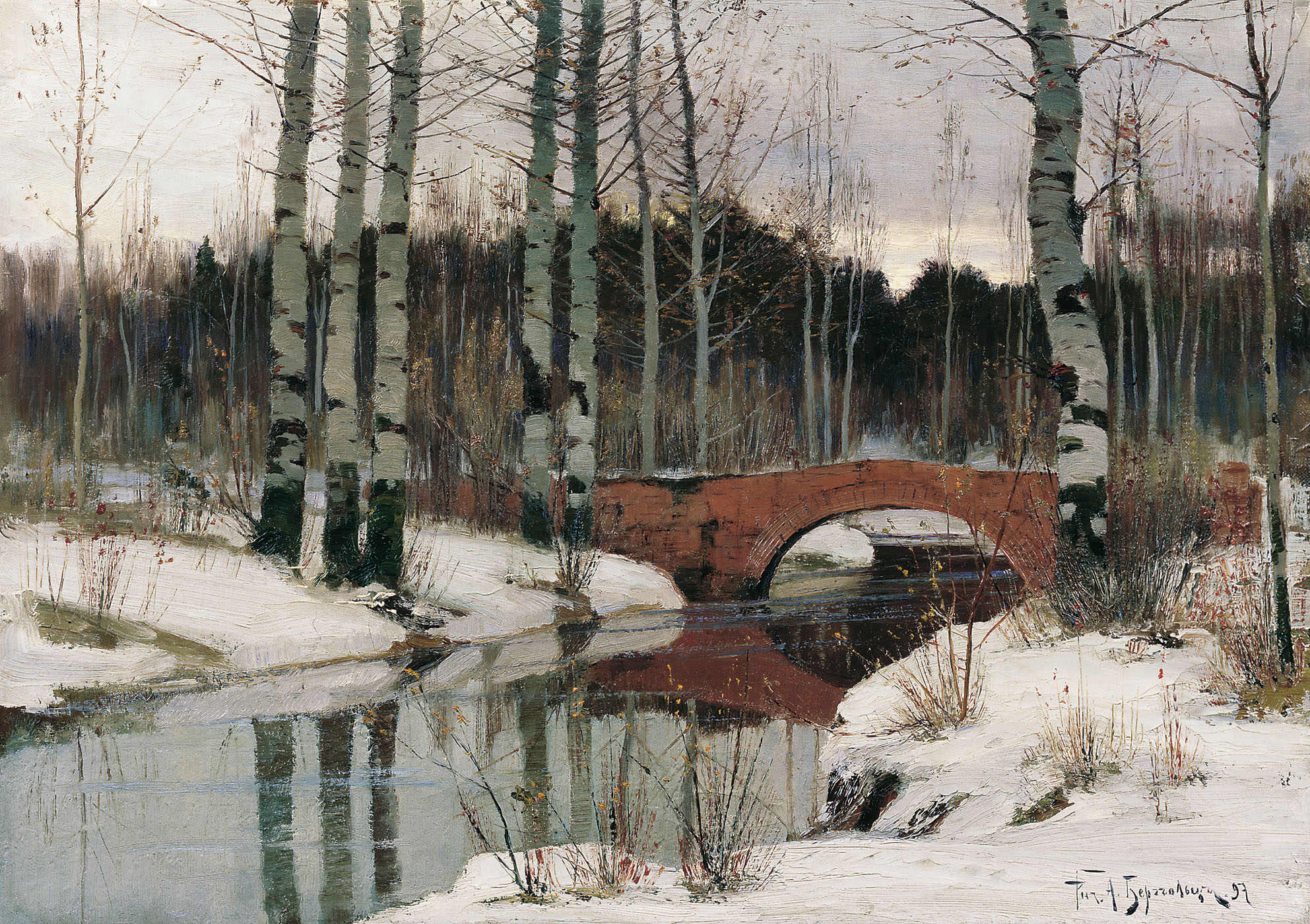
Оттепель в Гатчине
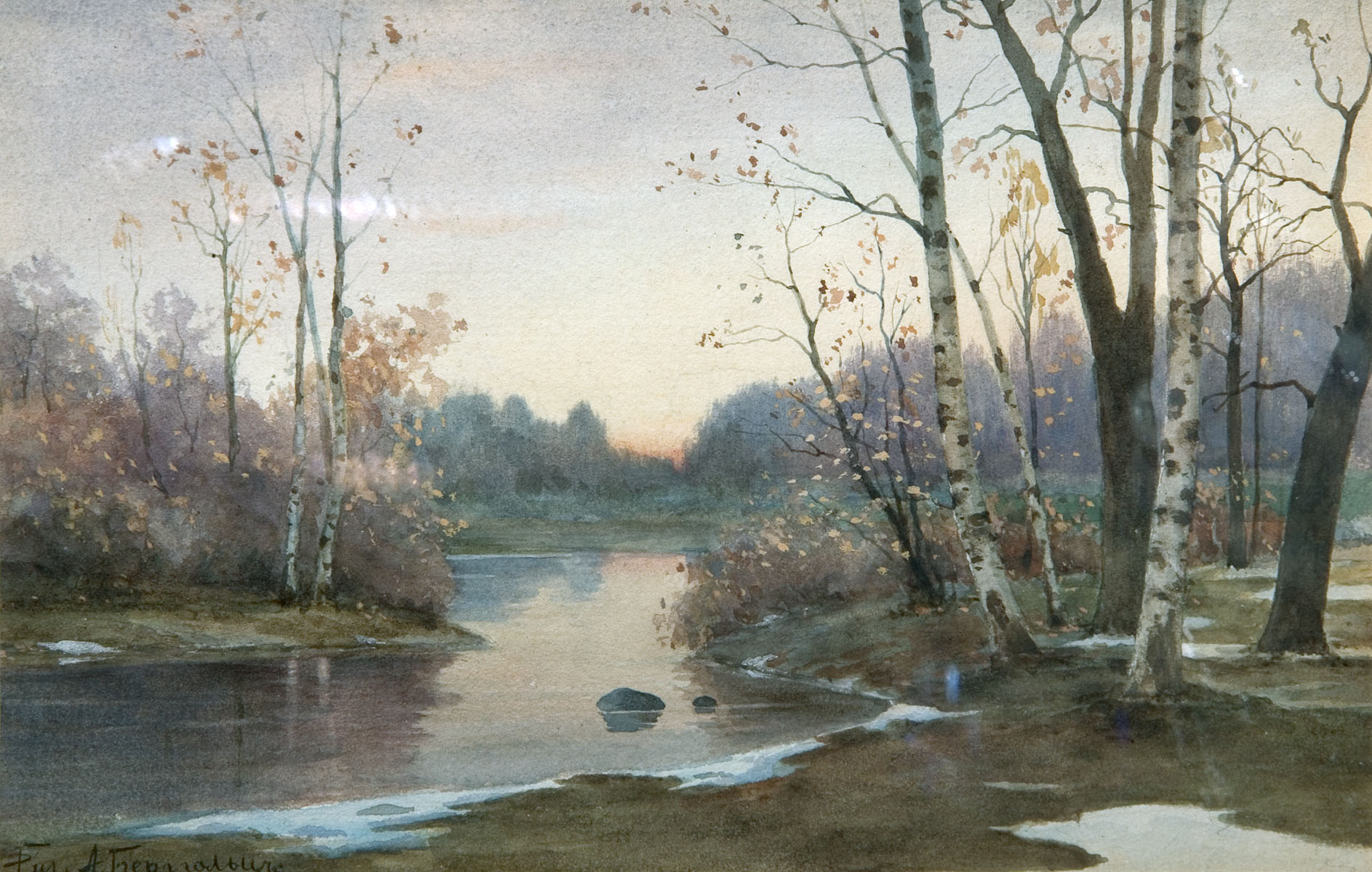
Осень
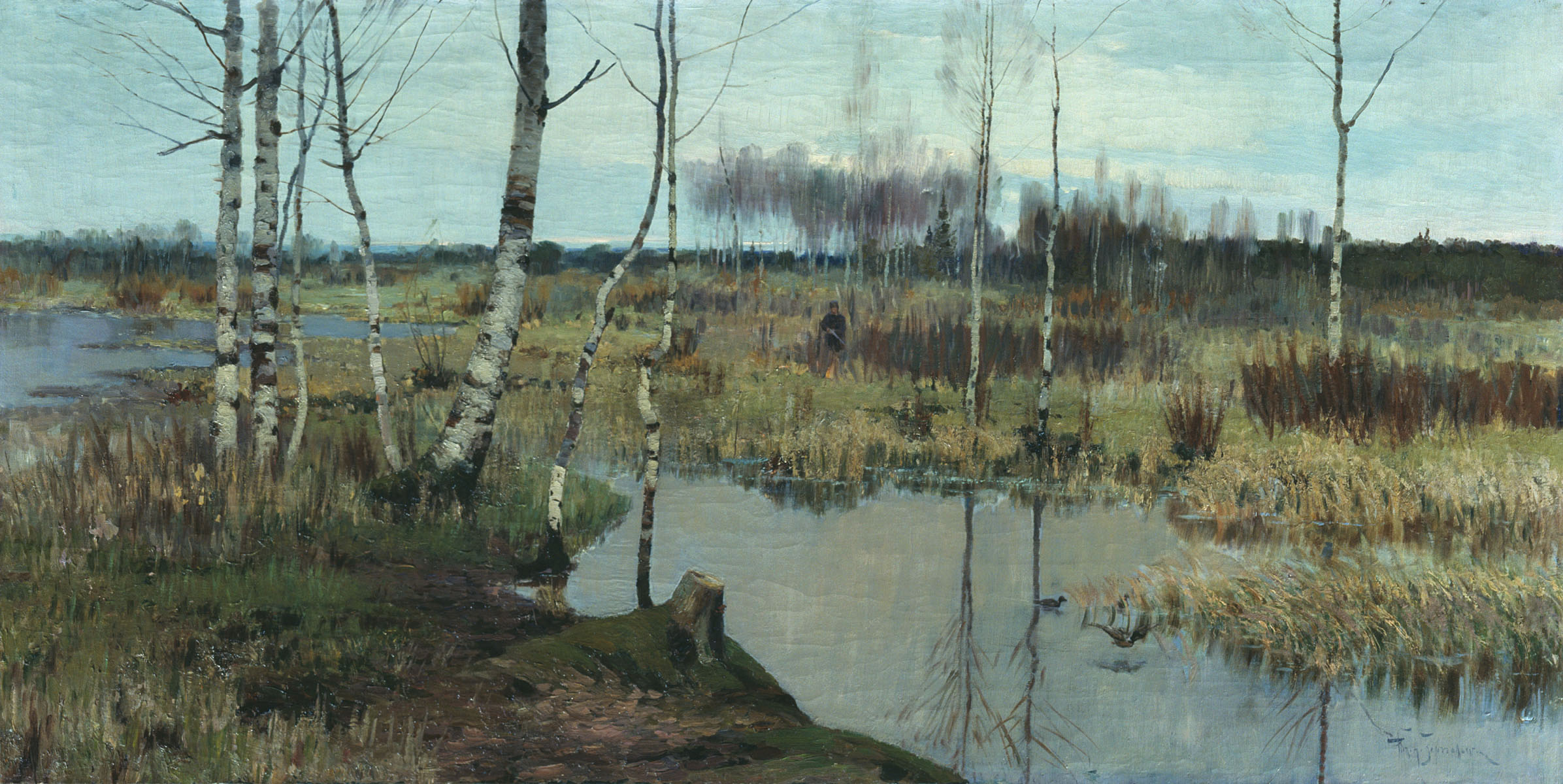
Весенний пейзаж
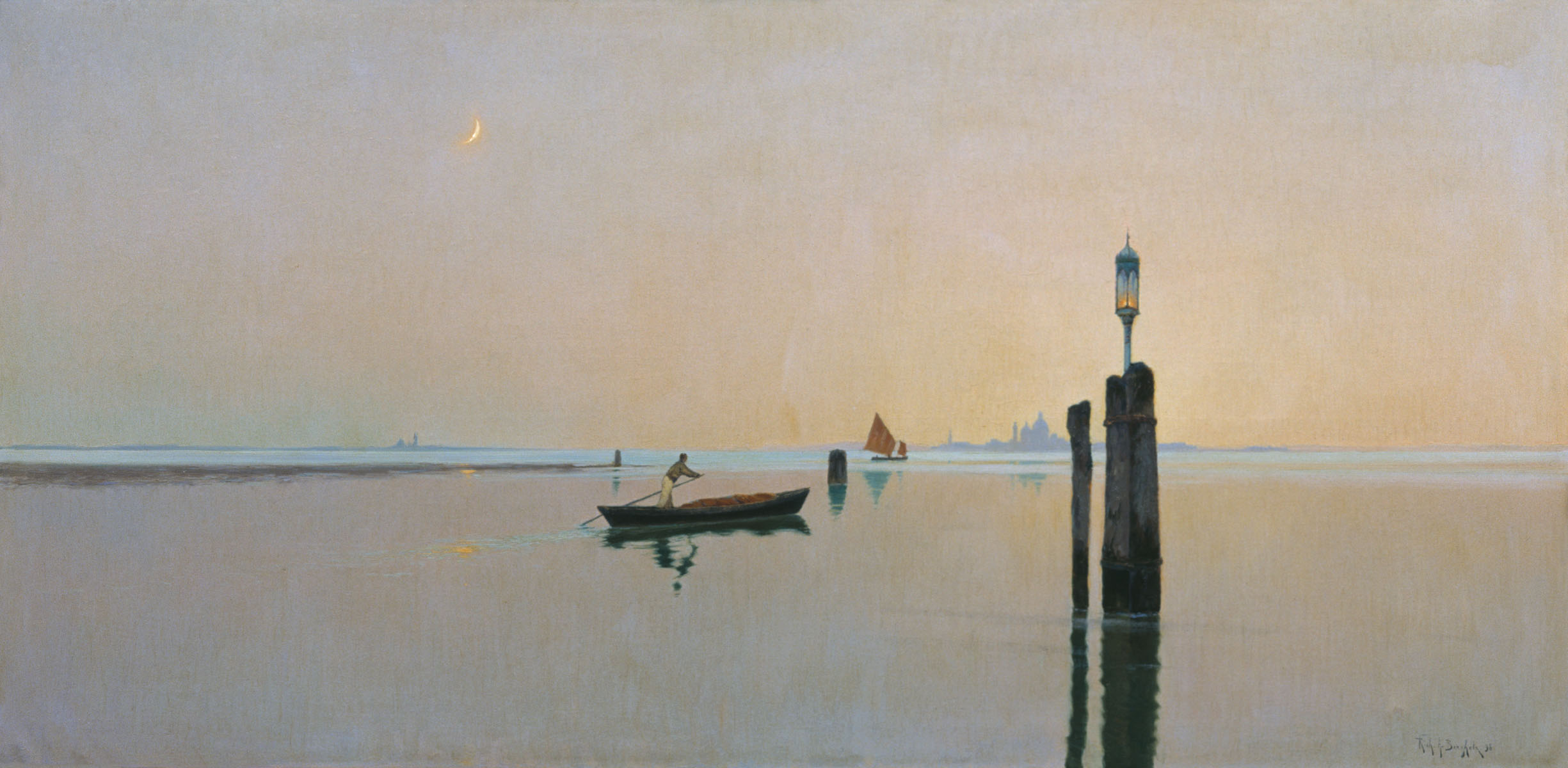
Вид на Венецианскую лагуну со стороны Мурано
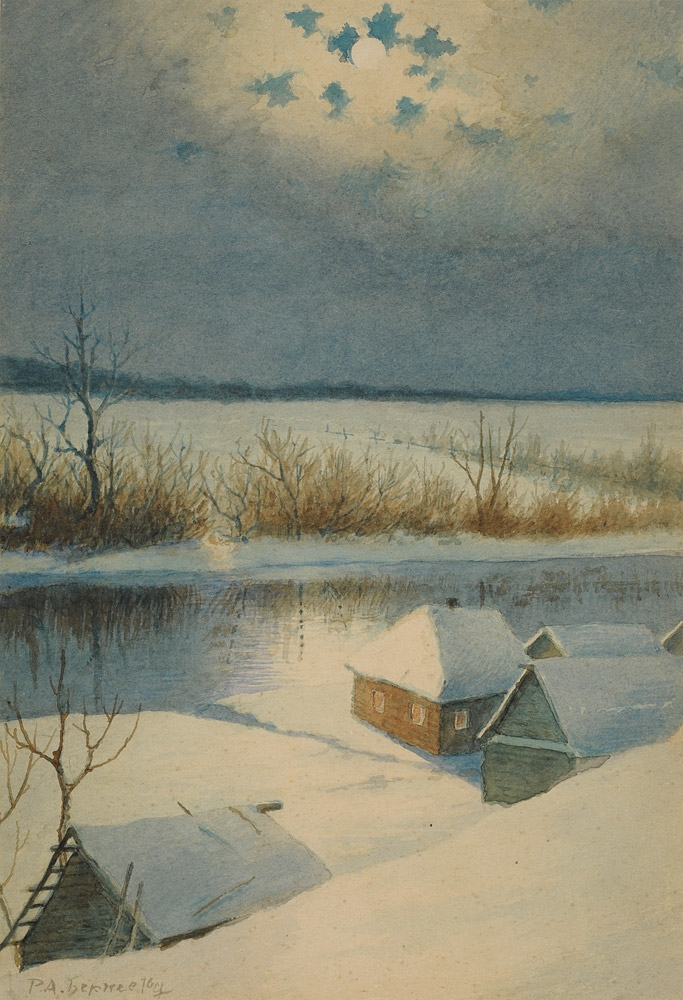
Зима
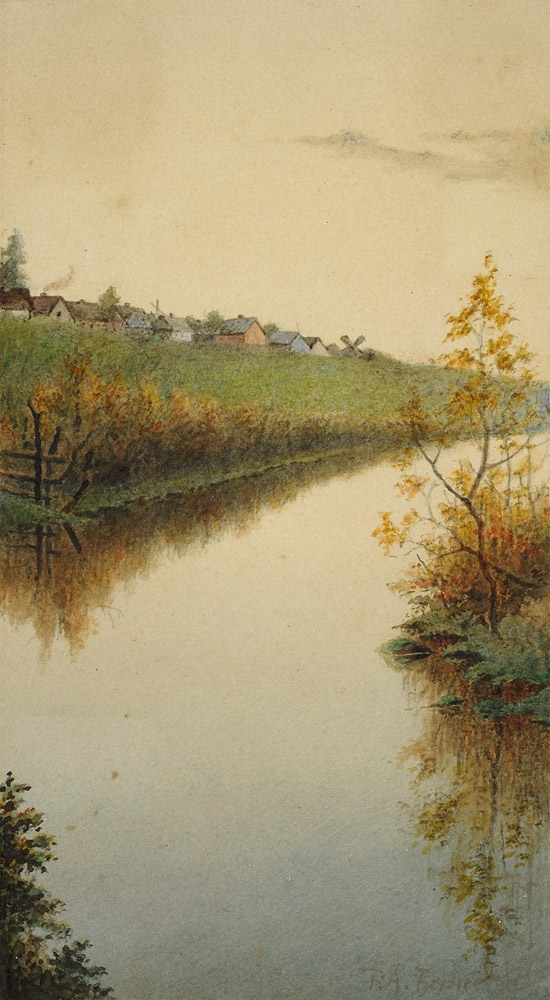
Пейзаж с рекой